# 櫻井淳子
櫻井 淳子（さくらい あつこ、1973年1月5日 - ）は、日本の女優。
埼玉県鶴ヶ島市出身。エムズエンタープライズ所属。身長162cm。血液型A型。

## 経歴
東京都渋谷区原宿の竹下通りで芸映のスタッフにスカウトされて芸能界に入る。
1991年、ドラマ『葡萄が目にしみる』出演でデビュー。アイドルグラビア雑誌『UP to boy』の第21代ミスアップ・グランプリを受賞。
1993年、ドラマ『誘惑の夏』で連続ドラマ初主演を務めた。『誘惑の夏』、『真夜中を駆けぬける』での演技が評価され、第31回ゴールデン・アロー賞放送新人賞ならびに最優秀新人賞を受賞した。
1998年から2003年まで放送された『ショムニ』での魔性のOL・宮下佳奈役が当たり、以降は妖艶な悪女・魔性の女路線の役柄もこなす。
1998年、ドラマ『板橋マダムス』でゴールデンタイムの連続ドラマに初主演。
2002年、ドラマ『おみやさん』に鴨川東署資料課の七尾洋子役で出演。2011年の第8シリーズまで10年間、主人公の鳥居勘三郎（渡瀬恒彦）を支えるヒロインを務めた。2012年の第9シリーズでは他署への異動の設定で降板したが、2014年の新春スペシャルには京都府警本部の刑事へ異動になった設定で出演した。2003年5月16日、テレビ朝日ドラマプロデューサーの島川博篤と結婚。島川は『おみやさん』第1シリーズでプロデューサー補を務めていて出会った。
2006年、ドラマ『美しい罠』に主演。悪女役が称えられ、東海テレビスポーツ芸能選奨を受賞した。同年10月公開の映画『旅の贈りもの 0:00発』で映画初主演。
2007年8月4日、第1子となる3056グラムの女児を出産。
2008年10月より放送の興和「新ケラチナミン コーワ」「ケラチナミン コーワ乳状液20」のCMで娘と共演。乳幼児を抱く母親という設定だったことから、スタッフから娘との共演を打診された。
2018年10月よりデビュー以来所属していた芸映から株式会社アイエス・フィールドへ移籍。

## 人物・エピソード
- 趣味はスキューバダイビング。
- 高校時代は軽音楽部に所属し、ベースを担当していた。
- 櫻井本人の語るところによれば、芸映にスカウトされた際に事務所側では歌手をやらせる考えがあったようだが、櫻井が歌が苦手でかつ下手であったこともあり、役者一本という形で行くことになったとのことである[3]。
- 娘の影響もあり、LDH所属の8人組ガールズパフォーマンスグループGirls²のファンでありリリースイベントやLIVEなどに行っている。

## 出演

### テレビドラマ
- 葡萄が目にしみる（1991年9月16日、フジテレビ） - 水野祐子 役
- 悪いこと 第19話「路上」（1992年9月10日、フジテレビ）
- 映画みたいな恋したい リトル・ダーリング（1992年10月17日、テレビ東京）
- ネオドラマ（テレビ朝日）
  - 聖夜に札束（1992年12月21日 - 24日）
  - 嘘っぱち（1993年9月27日 - 30日）
- わたしってブスだったの?（1993年4月 - 7月、TBS）
- 雁（1993年5月3日・10日、テレビ東京）
- 腕まくり看護婦物語 純情編（1993年5月14日、フジテレビ） - 漆原千春 役
- 誘惑の夏（1993年6月 - 9月、東海テレビ/フジテレビ） - 主演・麻川沙樹 役
- 真夜中を駆けぬける（1993年11月 - 12月、テレビ朝日） - セツナ 役
- DEAD END（1994年1月3日、フジテレビ） - 主演
- 開局35周年記念特別番組 刑事の恋（1994年4月7日、テレビ朝日）
- 土曜ワイド劇場（テレビ朝日）
  - 湖畔の別荘、殺しのパズル（1994年6月4日） - 山下洋子 役
  - 殺人迷宮課の名警部 連鎖の追跡（1998年7月18日） - 見城可奈子 役
  - 火災調査官・紅蓮次郎6（2006年4月22日） - 水木桜 / 野間口梓 役
  - 東京駅お忘れ物預り所（2007年 - 2014年） - 村尾由希子 役
    - 東京駅お忘れ物預り所1（2007年5月5日）
    - 東京駅お忘れ物預り所2（2008年10月25日）
    - 東京駅お忘れ物預り所3（2009年7月11日）
    - 東京駅お忘れ物預り所4（2010年7月3日）
    - 東京駅お忘れ物預り所5（2012年7月7日）
    - 東京駅お忘れ物預り所6（2013年6月29日）
    - 東京駅お忘れ物預り所7（2014年4月12日）

  - 終着駅シリーズ22（2009年3月14日） - 高林優子 役
  - タクシードライバーの推理日誌31（2012年12月8日） - 古谷奈津美 役
  - 法医学教室の事件ファイル36（2013年3月30日） - 西島玲子 役
  - 監察官・羽生宗一3（2015年7月4日） - 三池塔子 役
  - 西村京太郎トラベルミステリー65（2016年2月6日） - 吉沢冴子 役
- カミング・ホーム（1994年7月 - 9月、TBS） - 城田紀代美 役
- 私、味方です （1995年1月 - 3月、TBS） - 松居由記 役
- 戦後50年スペシャルドラマ ハンガリヤ舞曲をもう一度（1995年8月6日、テレビ朝日）
- 怖くて不思議な話（1995年9月2日、テレビ朝日） - 主演・瑞穂 役
- 恋人よ（1995年10月 - 12月、フジテレビ） - 一枝季里子 役
- 月曜ドラマスペシャル（TBS）
  - 葬儀料理人シリーズ」（1995年11月6日） - 平井襟子 役
  - 外科医 織部英介（1996年2月19日、12月16日） - 織部愛 役
- 夢暦 長崎奉行 （1996年3月 - 9月、NHK） - たみ 役
- 新 木曜の怪談 サイボーグ（1996年10月 - 11月、フジテレビ） - 戒堂麻季 役
- さむらい探偵事件簿 第6話（1996年12月10日、日本テレビ） - あずさ 役
- 彼女たちの結婚（1997年1月 - 3月、フジテレビ） - 吉村由紀 役
- いちばん大切なひと（1997年4月 - 6月、TBS） - 高倉さおり 役
- 木曜の怪談'97 悪霊学園（1997年5月、フジテレビ）
- 闇の謝肉祭〜四聖獣殺人事件〜（1997年4月26日・5月3日、読売テレビ） - 主演
- 金田一耕助シリーズ 獄門島（1997年5月5日、TBS） - 鬼頭月代 役
- 水戸黄門 第25部 第26話「瞼の父は風車 -飯田-」（1997年6月23日、TBS） - おかよ 役
- 渥美清のああ、青春日記（1997年9月24日、フジテレビ） - 玉川みどり 役
- 流通戦争（1998年1月、NHK） - 小松正里子 役
- 上品ドライバー9（1998年3月27日、フジテレビ）
- 人情教授 夏目龍之介 伊豆の踊子殺人事件 AVビデオ、盗撮写真名門女子大生に届くストーカーからの定期便（1998年5月8日、フジテレビ） - 伊藤妙子 役
- ショムニ（1998年 - 2013年、フジテレビ） - 宮下佳奈 役
  - ショムニ 第1シリーズ（1998年4月 - 7月）
  - ショムニ スペシャル（1998年10月7日）
  - ショムニ 新春スペシャル（2000年1月2日）
  - ショムニ 第2シリーズ（2000年4月 - 6月）
  - ショムニ FINAL 第3シリーズ（2002年7月 - 9月）
  - ショムニ FOREVER（2003年1月1日）
  - ショムニ 2013 第1話（2013年7月10日）
- 板橋マダムス（1998年10月 - 12月、フジテレビ） - 主演・青沼貴子 役
- こいまち 第4話「ダブル恋愛」（1999年2月2日、フジテレビ） - 主演・秋山圭子 役
- P.S. 元気です、俊平（1999年6月 - 9月、TBS） - 山辺粧子 役
- ピーチな関係（1999年10月 - 12月、日本テレビ） - 伊藤ひさ乃 役
- 大河ドラマ 葵 徳川三代（2000年、NHK） - 志乃 役
- 恋愛中毒（2000年1月 - 3月、テレビ朝日） - 久保陽子 役
- 伊藤潤二恐怖コレクション 墓標の町（2000年9月30日、テレビ朝日） - 主演・カオル 役
- 編集王 第7話（2000年11月21日、フジテレビ） - 篠原友子 役
- てのひらの闇（2001年2月14日、テレビ東京） - 大原真理 役
- 史上最悪のデート 第16話（2001年3月25日、日本テレビ） - 由希子 役
- 陰陽師 第2話（2001年4月10日、NHK） - 藤原貴子 役
- ハート（2001年9月 - 11月、NHK） - 二宮ゆかり 役
- ガッコの先生（2001年10月 - 12月、TBS） - 朝倉綾子 役
- TOYD（2002年3月24日、WOWOW） - 見城美咲 役
- おみやさん（2002年 - 2014年、テレビ朝日） - 七尾洋子 役
  - 京都鴨川東署迷宮課おみやさん 第1シリーズ（2002年5月 - 7月）
  - おみやさん 第2シリーズ（2003年4月 - 6月）
  - おみやさん 第3シリーズ（2004年6月 - 9月）
  - おみやさん 第4シリーズ（2005年4月 - 6月）
  - おみやさん 第5シリーズ（2006年10月 - 12月）
  - おみやさん 第6シリーズ（2008年10月 - 2009年3月）
  - おみやさん 第7シリーズ（2010年4月 - 6月）
  - おみやさん スペシャル（2010年12月16日）
  - おみやさん 第8シリーズ（2011年4月 - 6月）
  - おみやさん 新春スペシャル（2014年1月3日）
- よい子の味方 〜新米保育士物語〜 第2話（2003年1月25日、日本テレビ） - 早瀬由里 役
- 笑顔の法則（2003年4月 - 6月、TBS） - 大原菜津子 役
- 特命係長 只野仁（2003年 - 2012年、テレビ朝日） - 坪内紀子 役
  - 特命係長 只野仁 1stシーズン（2003年7月 - 9月）
  - 特命係長 只野仁 スペシャル第1弾（2004年12月22日）
  - 特命係長 只野仁 2ndシーズン（2005年1月 - 3月）
  - 特命係長 只野仁 スペシャル第2弾（2005年8月7日）
  - 特命係長 只野仁 スペシャル第3弾（2006年9月23日）
  - 特命係長 只野仁 3rdシーズン（2007年1月 - 3月）
  - 特命係長 只野仁 スペシャル第4弾（2008年2月2日）
  - 特命係長 只野仁 スペシャル第5弾（2009年1月3日）
  - 特命係長 只野仁 4thシーズン（2009年1月 - 3月）
  - 特命係長 只野仁 ファイナル（2012年1月6日・7日）
- 女と男と物語PARTII 第10話「夫婦ゲンカ」（2003年12月6日、テレビ朝日） - 主演・佐山正枝 役
- 火消し屋小町（2004年7月 - 8月、NHK） - 山田花子 役
- 忠臣蔵（2004年10月 - 12月、テレビ朝日） - 瑤泉院 役
- 恋のから騒ぎドラマスペシャル（2004年 - 2008年、日本テレビ）
- 新春ドラマスペシャル 負け犬の遠吠え（2005年1月8日、日本テレビ） - 三沢ゆき乃 役
- 不機嫌なジーン 第5話（2005年2月14日、フジテレビ） - ナナエ 役
- 怪談スペシャル「座敷童子」（2005年8月2日、フジテレビ） - お民 役
- アリバイの彼方に4（2005年11月11日、フジテレビ） - 桐島絵里香 役
- 黒いバッグの女（2006年1月5日、テレビ朝日） - 葛城セツ子 役
- 時効警察 第8話（2006年3月3日、テレビ朝日） - 関ヶ原弥生 役
- 芸者小春姐さん奮闘記2（2006年5月3日、テレビ東京） - 雪乃 役
- 美しい罠（2006年7月 - 9月、東海テレビ/フジテレビ） - 主演・飛田類子（不破類子） 役
- 壁ぎわ税務官（2006年7月14日、フジテレビ） - 桐生麗 役
- 大女優殺人事件（2007年1月9日、日本テレビ） - 蒼木麗螺 役
- ヤスコとケンジ（2008年7月 - 9月、日本テレビ） - 星川優紀子 役
- スマイル（2009年4月 - 6月、TBS） - 掛井夕貴 役
- 衝撃!女たちは目撃者 歴史サスペンス劇場（2009年6月9日、日本テレビ） - お船 役
- 断絶（2009年10月3日、テレビ朝日） - 剱持和恵 役
- アンタッチャブル〜事件記者・鳴海遼子〜 第6話（2009年11月20日、テレビ朝日） - 一条春果 役
- エンゼルバンク〜転職代理人 第3話（2010年1月28日、テレビ朝日） - 北川久美子 役
- 悪いこと2 Nummer.3「盗む」（2010年12月1日、フジテレビ） - 主演・工藤麻衣子 役
- 金曜プレステージ（フジテレビ）
  - 検事・霞夕子1（2011年2月4日） - 宗田恵美 役
  - ヤバい検事 矢場健〜ヤバケンの暴走捜査〜2（2013年1月25日） - 胡桃沢律子 役
  - 外科医 鳩村周五郎13（2014年7月4日） - 吉岡みのり 役
  - 山村美紗サスペンス 赤い霊柩車34（2014年10月24日） - 高野真弓 役
  - 出張鑑定人・宝来伝吉2（2016年2月27日） - 横田道代 役
- 毒姫とわたし（2011年9月 - 10月、東海テレビ/フジテレビ） - 主演・小山小麦 役
- 死と彼女とぼく（2012年9月21日、テレビ朝日） - 竹内ナツミ 役
- 水曜ミステリー9（テレビ東京）
  - Dr.門倉周平の事件カルテ（2012年9月26日） - 今村華子 役
  - 不倫調査員・片山由美14（2014年8月6日） - 平岡佳代子 役
  - 北海道警事件ファイル 警部補 五条聖子3（2015年2月4日） - 三輪綾奈 役
  - 諏訪のスゴ腕警察医2（2016年6月8日） - 塚本加奈子 役
- 月曜ゴールデン 霧氷〜イソベン・里村タマミの事件簿〜（2013年10月21日、TBS） - 乾陶子 役
- 明日、ママがいない 第1話（2014年1月15日、日本テレビ） - 細貝晴美 役
- となりの防災家族〜一週間自宅サバイバル術〜（2014年8月31日、NHK） - 佐藤真知子 役
- そこをなんとか2 第8話（2014年9月21日、NHK BSプレミアム） - 馬場富江 役
- ビンタ!〜弁護士事務員ミノワが愛で解決します〜 第5話（2014年10月30日、読売テレビ） - 秋野多香子 役
- キャロリング〜クリスマスの奇跡〜（2014年11月 - 12月、NHK BSプレミアム） - 田所圭子 役
- 医師たちの恋愛事情（2015年4月 - 6月、フジテレビ） - 仁志恵美 役
- プレミアムドラマ 忌野清志郎 トランジスタ・ラジオ（2015年5月3日、NHK BSプレミアム） - 坂口和子 役
- エイジハラスメント 第4話（2015年7月30日、テレビ朝日） - 菊池あけみ 役
- 花燃ゆ（2015年、NHK） - 池谷伯爵夫人 役
- BARレモン・ハート SEASON2 第14話（2016年7月4日、BSフジ） - 土井みどり 役
- 家売るオンナ 第7話・第8話（2016年8月24日・30日、日本テレビ） - 酒本理恵 役
- レンタル救世主 第4話（2016年10月30日、日本テレビ） - 韮沢清美 役[9]
- 本当にあった女の人生ドラマ がめつい女（2016年11月18日、フジテレビ） - 三沢結子 役[10]
- 子連れ信兵衛2（2016年、NHK BSプレミアム） - 猪熊川里緒 役
- 雲霧仁左衛門（2017年、NHK BSプレミアム） - おなみ 役
- スリル! 赤の章〜警視庁庶務係ヒトミの事件簿 第1話（2017年2月22日、NHK総合） - 後藤明子 役
- 櫻子さんの足下には死体が埋まっている 第8話 - 最終話（2017年6月11 - 25日、フジテレビ） - 臼渕沙月 役
- 科捜研の女 season17 第1話（2017年10月19日、テレビ朝日） - 館川里美 役
- 京都南署鑑識ファイル12（2018年4月1日、テレビ朝日） - 高木揺子 役
- 遺留捜査 第5シリーズ 第6話「5億円遺産争い!! お取り寄せの石と疑惑の鬼嫁の正体」（2018年8月23日、テレビ朝日） - 鴻上紀香 役
- 特捜9 season2 第7話（2019年5月29日、テレビ朝日） - 皆川悦子 役
- 刑事7人 SEASON5 第2話（2019年7月17日、テレビ朝日） - 田宮映子 役
- 記憶捜査〜新宿東署事件ファイル〜SP「令和の女殺人鬼」（2020年7月27日、テレビ東京） - 伊藤恵 役
- 24 JAPAN（2020年10月9日 - 2021年3月26日、テレビ朝日） - 山城まどか 役[11]
- Sister（2022年10月20日 - 12月22日、読売テレビ） - 三好奈美 役[12]
- 新潟民放4局合同ミニドラマ 夜明けまえの彼女たち（2022年12月3日 - 、UX新潟テレビ21・NST新潟総合テレビ・BSN新潟放送・TeNYテレビ新潟） - 明恵 役
- 肝臓を奪われた妻（2024年4月3日 - 6月26日、日本テレビ） - 中村聖子 役[13]
- 嗤う淑女 第5話（2024年8月24日、東海テレビ・フジテレビ系） - 二森由美 役[14]
- 愛人転生 -サレ妻は死んだ後に復讐する-（2024年9月6日 -10月25日 、毎日放送） - 真山美枝子 役[15]
- 嘘解きレトリック（2024年10月7日 - 12月16日、フジテレビ） - 藤島雪乃 役[16]
- それぞれの孤独のグルメ 第6話（2024年11月9日、テレビ東京） - 篠崎 役[17]
- Qrosの女 スクープという名の狂気 第6話・第8話（2024年11月11日・25日、テレビ東京） - 小久保舞子 役
- 相棒 season23（2025年） - 北村（澤田）菜穂 役
- 最高のオバハン中島ハルコ〜マダム・イン・ちょこっとだけバンコク〜 第4話（2025年1月25日、東海テレビ・フジテレビ系） - 斎藤礼子 役[18]
- 家政夫のミタゾノ 第7シーズン 第5話（2025年2月11日、テレビ朝日） - 山口佐奈江 役[19]
- 失踪人捜索班 消えた真実 第1話（2025年4月11日、テレビ東京） - 君嶋里美 役[20]
- やぶさかではございません（2025年4月3日 - 6月19日、テレビ東京） - 不思議慈子 役
- レプリカ 元妻の復讐（2025年7月7日 - 、テレビ東京） - 原田幸枝 役
- 無用庵隠居修行9（2025年9月23日〈予定〉、BS朝日4K） - お美津 役[21]

### ウェブテレビ
- 御曹司ボーイズ（2019年4月28日 - 6月16日、AbemaTV） - 相原夏子 役
- ママたちのリモート会議殺人事件（2020年8月 - 、AbemaTV） - 主演[22]
- トラックガール2 最終話（2025年6月14日、FOD）[23]
- 絶望的につまらない金持ちイケメン彼氏と結婚できますか？＃絶望プロポーズ（2025年4月26日、タテドラ） - 小野裕美 役

### 映画
- ミンボーの女（1992年公開） - 総支配人の娘 役
- 大病人（1993年公開） - 自転車の少女 役
- 草刈り十字軍（1997年公開） - 遠藤幸江 役
- 悪名（2001年公開） - 琴糸 役
- 星砂の島、私の島（2004年公開） - 北条美由紀 役
- ピカ☆☆ンチ LIFE IS HARDだからHAPPY（2004年公開） - 辻風真澄 役
- 旅の贈りもの 0:00発（2006年公開） - 主演・沢渡由香 役
- 特命係長 只野仁 最後の劇場版（2008年12月公開、松竹） - 坪内紀子 役
- スーパースター（2011年公開） - 敏子 役
- 旅の贈りもの 明日へ（2012年公開）
- みとりし（2019年） - 山本良子 役[24]
- 未来のあたし（2019年公開[25]）  - 主演・真理役[25]
- 記憶屋（2020年） - 吉森朝子 役
- ラストサマーウォーズ（2022年） - 主人公の母親 役[26]
- 春の香り（2025年） - 藤森美佐子 役[27]

### 舞台
- サクラパパオー（2001年、パルコ劇場） - ヘレン 役
- 3つの事情（2003年、シアタートップス） - 山口照代 役
- エドガーさんは行方不明（2004年、東京グローブ座） - メイヴィス 役
- 最後の忠臣蔵（2009年、明治座・2010年、中日劇場） - お槙 役
- 朗読劇 予告犯（2018年9月16日・18日・19日・23日、あうるすぽっと） - 刑事 役

### バラエティ
- どんまい!!スポーツ&ワイド 水曜 an pon（1994年10月 - 1995年3月、日本テレビ） - 司会
- SMAP×SMAP（不定期出演、関西テレビ・フジテレビ）
- クラシックミステリー 名曲探偵アマデウス（2008年5月16日、NHK）
- 鶴瓶のスジナシ!（2009年11月24日、CBC・TBS）
- クイズ!脳ベルSHOW（BSフジ）
- 痛快TV スカッとジャパン（2021年8月16日、フジテレビ） - 斎藤聡子 役

### CM
- ハウス食品「オーザック」（1992年）
- ニッカウヰスキー「ギルビージン・トニック」（1993年）
- ハウス食品「スープスパゲッティ」
- ヘレンカーチス「プログラム」
- 日本美研「アイシャープ」
- ウテナ「プロカリテ」
- 日清食品「JAPON」
- ソースネクスト
- オージオ化粧品
- ライオン「スマイル・コンタクトファインフィット」「スマイル・ビタエナジーA」
- 興和「新ケラチナミンコーワ」（2006年 - ）
- レアナニ（2015年）

## 写真集
- South Bound（1994年4月、スコラ社、撮影：横木安良夫）ISBN 978-4796201650
- 'Cause falling in Love（1995年8月、ぶんか社、撮影：横木安良夫）ISBN 978-4821120598
- Blanc（ブラン）（2001年1月31日、バウハウス、撮影：平地勲）ISBN 978-4894616172

## その他
- ベストウエディング・イン・グアム イメージキャラクター（2000年）
- 櫻井淳子ワイン『ATSUKO』（2001年1月発売）